# Андроник Тарханиот
Андроник Тарханијот је био византијски званичник из 13. века из породице Тарханијота.
Андроник је био син Нићифора Тарханиота и Марије Палеолог, сестре цара Михаила VIII. Рођен је 1238. године и оженио се кћерком Јована I Дуке чије име није сачувано. Његов ујак цар Михаило VIII дао му је као свадбени поклон титулу „велике кратке штале“..
Био је из 1267. или 1268. године, архонт Адријанопоља и читаве околине где је остао са својом женом после склапања брака. Био је архонт до 1271. године, незадовољан владавином цара Михаилом VIII, напустио је Адријанопољ и пребегао код таста, о његовом каснијем животу се једино зна да је умро од куге 1283. године

## Биографија
Андроник Тарханиот (средњегрчки: Άνδρόνικος Ταρχανειώτης, око 1238 - 1283. године), је био византијски аристократа из 13. века, сестрић цара Михаила VIII Палеолога, за време његове владавине, био је на положају великог доместика и гувернера Адријанопоља. 
Андроник Тарханиот је био из угледне и племените породице Тарханиота: његов отац Нићифор Тарханиот је био велики доместик Никејског царства за време владавине цара Јована III Дуке Ватаца и подржавао је ступање на трон цара Михаила VIII Палеолога, Нићифор је био ожењен Маријом Палеолог сестром цара Михаила VIII. Андроник је био најстарији од три сина Нићифора Тарханиота и Марије Палеологине и вероватно је рођен око 1238. године. Након ступања на власт цара Михаила VIII, он и његова браћа су примљени да живе у царској палати. Заједно са својом браћом, Андроник је кренуо традиционалним путем своје породице, градећи војну каријеру. Године 1262. Андроник је учествовао у походу свог ујака Јована Палеолога против епирског деспота Михаила II Дуке Комнина. Године 1266. Андроник је постављен за великог конзоста Цариграда, а убрзо након што је склопљен мир са тесалским деспотом Јованом I Дуком 1267/68, Андроник се оженио његовом ћерком и од свог ујака добио власт над трачким областима Орестијада и Енос са центром у Адријанопољу. Године 1273. Татари су извршили инвазију на трачке области којима је управљао Андроник Тарханиот, који је у немирима напустио Адријанопољ са својом женом и побегао свом тасту севастократору Јовану I Дуки у Тесалију. Док Георгије Пахимер Тарханиотову издају оправдава завишћу, рођеном из веће наклоности цара према његовом брату Михаилу, вероватнији разлог његовог понашања је Андроникова припадност групи Арсенита – присталица бившег цариградског патријарха Арсенија Ауторијана, која је чинила језгро верско-политичке опозиције владавини цара Михаила VIII Палеолога. Поред тога, Арсенити су били и други чланови Андроникове породице, као што су његова сестра Теодора и његов брат Јован Тарханиот, који су се појавили као њихов вође од 1266. године. Издаја Андроника Тарханиота додатно је распламсала амбиције тесалиског деспота Јована I Дуке и допринела избијању новог рата у Тесалији.
Андроник Тарханиот је умро 1283. године.